# Seule contre la mafia
Pour plus de détails, voir Fiche technique et Distribution.
Seule contre la mafia (La moglie più bella) est un film italien réalisé par Damiano Damiani, sorti en 1970.
Le film est basé sur l'histoire vraie de Franca Viola.

## Synopsis
En Sicile, dans les années 1960, alors que le chef de la mafia part en prison, il conseille à son successeur potentiel, Vito, d'épouser une jeune fille vertueuse et issue d'une famille pauvre. Le choix de Vito se porte sur Francesca, seulement 15 ans, dont il tombe amoureux. Mais la jeune fille le rejette et refuse de se marier avec lui. Humilié par son refus, il la kidnappe et la viole. Il lui demande de devenir sa femme mais elle refuse toujours. Son comportement se heurte aux conventions traditionnelles du pays selon lesquelles une femme perd son honneur si elle n'épouse pas l'homme avec lequel elle a perdu sa virginité. Francesca dépose plainte contre lui mais ses parents et ses frères ne veulent pas la soutenir face à son bourreau. Un véritable bras de fer commence entre elle et Vito. Seule contre la mafia, elle est prête à tout pour combattre Vito.

## Fiche technique
- Titre : Seule contre la mafia
- Titre original : La moglie più bella
- Réalisation : Damiano Damiani
- Scénario : Damiano Damiani, Sofia Scandurra et Enrico Ribulsi
- Photographie : Franco Di Giacomo
- Musique : Ennio Morricone
- Pays d'origine : Italie
- Format : Couleurs - 2,35:1 - Mono
- Genre : drame et film de gangsters
- Date de sortie : 1970

## Distribution
- Alessio Orano : Vito Juvara
- Ornella Muti : Francesca Cimarosa
- Tano Cimarosa : Gaetano Cimarosa
- Joe Sentieri : Poidomani
- Enzo Andronico : Avocat
- Mariella Palmich